# Satondella
Satondella is een geslacht van weekdieren uit de klasse van de Gastropoda (slakken).

## Soorten
- Satondella azonata Geiger & B. A. Marshall, 2012
- Satondella bicristata Geiger & B. A. Marshall, 2012
- Satondella brasiliensis (Mattar, 1987)
- Satondella cachoi Luque, Geiger & Rolán, 2011
- Satondella danieli Segers, Swinnen & Abreu, 2009
- Satondella dantarti Luque, Geiger & Rolán, 2011
- Satondella goudi Geiger, 2012
- Satondella minuta Bandel, 1998
- Satondella senni Geiger, 2003
- Satondella tabulata (Watson, 1886)